# Vodnikov trg, Maribor
Vodnikov trg je trg v Mariboru. Leta 1899 so nov trg v Koroškem predmestju poimenovali Schmid Platz (Schmidtov trg), po  nekdanjem mestnem svetniku in lastniku gostilne Pri levu na novem trgu Antonu Schmidtu (1835–1888). S povečanjem prometa so ozke mestne ulice v drugi polovici 19. stoletja postale ozko grlo pri prevozu blaga v vseh smereh in med drugimi tudi med Magdalenskim in Koroškim predmestjem. Da bi sprostili promet po Glavnem trgu, so hoteli urediti novo povezavo s prebojem Vojašniškega trga. Ob tem so porušili del mestnega obzidja, zasuli mestni jarek in pred obzidjem podrli hišico, v kateri naj bi po legendi stanoval mizar, ki je leta 1532 rešil mesto pred Turki. Ker je sočasno močno upadel promet na mestnih tedenskih sejmih na Glavnem trgu in okoliških ulicah, ki so nudile premalo prostora prodajalcem in kupcem, so leta 1900 na novem trgu uredili novo mestno tržnico. Leta 1919 so ga preimenovali v Vodnikov trg. Po nemški ukopaciji leta 1941 so ga ponovno poimenovali Schmid Platz. Maja 1945 so mu vrnili slovensko ime Vodnikov trg. Valentin Vodnik (1758–1819) je bil pesnik, slovničar, novičar in šolnik. Po končani gimnaziji je bil v frančiškanskem redu študiral teologijo. Pozneje je kot duhovnik deloval v raznih krajih.